# Њ
Њ (gemen: њ) är en bokstav i det kyrilliska alfabetet.

## Uttal
Bokstaven uttalas som i vänja.
Њ uppfanns av Vuk Stefanović Karadžić. Bokstaven är en ligatur av Н och Ь.